# Dryopteris pseudoabbreviata
Dryopteris pseudoabbreviata är en träjonväxtart som beskrevs av Jermy. Dryopteris pseudoabbreviata ingår i släktet Dryopteris och familjen Dryopteridaceae. Inga underarter finns listade.